# Aristida moritzii
Aristida moritzii är en gräsart som beskrevs av Johannes Jan Theodoor Henrard. Aristida moritzii ingår i släktet Aristida och familjen gräs. Inga underarter finns listade i Catalogue of Life.